# Mrazová zátka

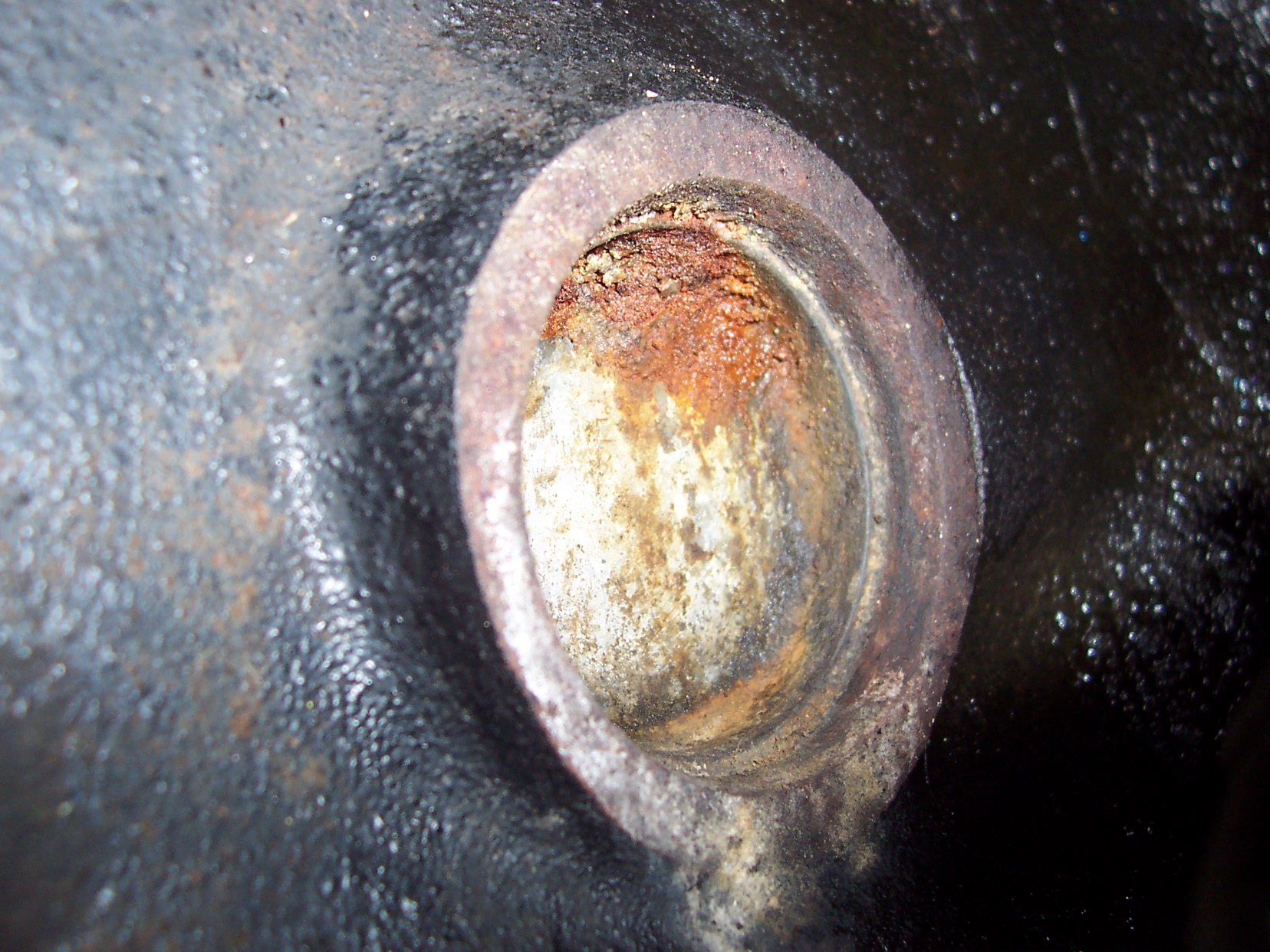
Mrazová zátka

Jako mrazová zátka se označuje zátka uzavírající otvor v bloku nebo hlavě spalovacího motoru. Pro výrobu bloku motoru a hlavy válců se obvykle využívá odlévání do pískových forem – touto cestou se vytvoří kanály pro průtok chladicí kapaliny. Tradiční mrazová zátka je tenký disk z ocelového plechu, který je vtlačen do otvoru v odlitku. Používají se i neželezné kovy, například mosaz, které lépe odolávají korozi. U některých motorů o vysokém výkonu se používají trubkové zátky o velkém průměru.
Zátky mohou být často zdrojem problémů s únikem kapaliny. Dochází tomu při korozi zátky působením chladicí kapaliny. Snadnost výměny zátky závisí na její přístupnosti. V mnoha případech je složité bez speciálního nářadí zátku vyměnit. Jako náhrada se v takových případech používají gumové zátky.

## Mrazová zátka
Skutečná mrazová zátka je expanzní zátka umístěna na boční straně bloku motoru a je určena na ochranu proti poškození mrazem. Voda při tuhnutí na led expanduje a pokud chladicí kapalina není dostatečně mrazuvzdorná, může zmrznout a roztrhnout blok motoru. Mrazové zátky (bývá jich obvykle několik) v takovém případě vyskočí a uvolní tlak uvnitř bloku.
Jako jedna z variant řešení ohřívače motoru se používá taková, kdy se ohřívačem (určeným k zahřátí motoru před startem) nahradí mrazové zátky.